# Prekoračani
Prekoračani (1857-ig Semerdžič Gornji, 1857-ben Prekoriječani) falu Horvátországban Verőce-Drávamente megyében. Közigazgatásilag Csacsincéhez tartozik.

## Fekvése
Verőcétől légvonalban 39, közúton 50 km-re délkeletre, községközpontjától légvonalban 11, közúton 19 km-re délnyugatra, Szlavónia középső részén, a Papuk-hegység északi részén, a Vojlovica-patak partján fekszik.

## Története
Feltehetően a 18. században keletkezett a raholcai uradalom területéhez tartozó Szemerdics északnyugati határában, a Mihalovics család birtokán. Lakói Boszniából betelepült pravoszláv szerbek voltak. Az első katonai felmérés térképén már láthatók házai a falu határában. A második katonai felmérés térképén „Dorf Semerdžić Gornji” néven találjuk. 1857-ben 63, 1890-ben 78 lakosa volt. Verőce vármegye Nekcsei járásának része volt. Az első világháború után 1918-ban az új szerb-horvát-szlovén állam, majd később (1929-ben) Jugoszlávia része lett. 1991-ben lakosságának 93%-a szerb nemzetiségű volt. A délszláv háború során már 1991 kora őszén szerb ellenőrzés alá került. A horvát csapatok, melyek fő erejét a našicei 132. dandár képezte 1991. december 3-án az Orkan ’91 hadművelet első szakaszában foglalták vissza. A lakosság elmenekült és később is csak néhány idős ember tért vissza. 2011-ben már nem volt állandó lakossága.

## Lakossága
| Lakosság változása | Lakosság változása | Lakosság változása | Lakosság változása | Lakosság változása | Lakosság változása | Lakosság változása | Lakosság változása | Lakosság változása | Lakosság változása | Lakosság változása | Lakosság változása | Lakosság változása | Lakosság változása | Lakosság változása | Lakosság változása |
| ------------------ | ------------------ | ------------------ | ------------------ | ------------------ | ------------------ | ------------------ | ------------------ | ------------------ | ------------------ | ------------------ | ------------------ | ------------------ | ------------------ | ------------------ | ------------------ |
| 1857               | 1869               | 1880               | 1890               | 1900               | 1910               | 1921               | 1931               | 1948               | 1953               | 1961               | 1971               | 1981               | 1991               | 2001               | 2011               |
| 63                 | 0                  | 0                  | 78                 | 0                  | 0                  | 0                  | 0                  | 79                 | 84                 | 53                 | 58                 | 48                 | 44                 | 5                  | 0                  |

(1948-ig településrészként, 1953-tól önálló településként. 1869-ben, 1880-ban, valamint 1900 és 1931 között lakosságát Pušinához számították.)